# 국제 표준
국제 표준(國際標準)은 국가 간의 물질이나 서비스의 교환을 쉽게 하고 지적ㆍ과학적ㆍ기술적ㆍ경제적 활동 분야에서 국제적 협력을 증진하기 위하여 제정된 기준으로서 국제적으로 공인된 표준이다. 정의에 따르면 국제 표준은 전 세계적으로 사용하는 데에 적합한 것인데, 일반적으로 국제 표준화 기구(ISO)가 개발했거나 승인한 표준이다.
국제 표준을 담당하는 기관은 세계적으로 많이 존재한다.
- 미국 석유 협회 (API)
- 미국재료시범학회 (ASTM)
- 영국 표준협회 (BSI)
- 유럽 컴퓨터 제조업체 협회 (ECMA)
- 국제 전기 표준 회의 (IEC)
- 국제 표준화 기구 (ISO)
- 국제단위계 (SI)
- 국제전기통신연합 (ITU)
- 오아시스 (OASIS)
- 국제연합 만국우편연합 (UPU)

## 같이 보기
- 오픈 표준
- ASTM 인터내셔널
- 표준화
- 표준화 기구